# Lake McKellar
Der Lake McKellar ist ein Bergsee im Queenstown-Lakes District der Region Otago auf der Südinsel von Neuseeland.

## Geographie
Der auf einer Höhe von 630 m liegende Lake McKellar befindet sich zwischen den Livingstone Mountains an der Westseite und den Ailsa Mountains an der Ostseite. Der längliche, sich von Nord nach Süd ausdehnende See besitzt eine Länge von rund 2,97 km und eine Breite von rund 450 m. Er erstreckt sich über eine Fläche von 77,3 Hektar und misst einen Seeumfang von rund 6,77 km.
Gespeist wird der Lake McKellar von Norden über den Greenstone River, der den See im Süden auch entsprechend entwässert. Der Greenstone River fließt in einem weiten Bogen dem Lake Wakatipu entgegen.